# Продажні душі
Продажні душі (англ. Souls for Sale) — американська комедійна мелодрама режисера Руперта Хьюза 1923 року. Фільм унікальний тим, що в ньому з'явилася ціла армія кінозірок тих років, включаючи легендарних Чарлі Чапліна і Еріха фон Штрогейма, — всі вони виконали епізодичні ролі, зігравши самих себе.

## Сюжет
Історія про дівчину, на ім'я Ремембер Стеддон, яка вирушила підкорювати Голлівуд.
Пам’ятайте, «Мем» Стеддон (Елеонора Бордман) виходить заміж за Оуена Скаддера (Лью Коді) після бурхливого залицяння. Однак у шлюбну ніч вона змінила своє рішення. Коли потяг, що веде їх до Лос-Анджелеса, зупиняється за водою, вона імпульсивно та потай виходить посеред пустелі. Як не дивно, коли Скаддер розуміє, що її немає, він не зупиняє потяг. 
Мем вирушає на пошуки цивілізації. Сильно зневоднена, вона бачить незвичайне видовище: араб на верблюді. Ним виявляється актор Том Холбі (Френк Мейо); вона натрапила на фільм, який знімали на місці. Коли вона одужає, їй дають роль статистки. Її приваблює і Холбі, і режисер Френк Клеймор (Річард Дікс). Однак, коли зйомки закінчуються, вона не йде за трупою назад до Голлівуду, а влаштовується на роботу в пустельній корчмі. 
Тим часом Скаддера впізнають і заарештовують на вокзалі. Він виявляється холоднокровним убивцею, який одружується з жінками, страхує їх, а потім вбиває їх заради розплати. Він тікає і вмовляє довірливу Ебігейл Твіді (Дейл Фуллер) зняти з нього наручники. Вона стає його наступною жертвою, хоча, на її щастя, він лише позбавляє її заощаджень. Він залишає країну і націлений на англійку Леді Джейн (Ейлін Прінгл). На його глибоке збентеження, вона виявляється таким же шахраєм, як і він; вона та її батько «лорд Фріінгем» (Вільям Орламонд) грабують його, але дають йому жити. 
Коли корчма закривається на сезон, Мем їде до Голлівуду в пошуках роботи. Її подруга-актриса зі зйомок у пустелі, Лева Лемер (Барбара Ла Марр), переконує Клеймора дати їй екранний тест на єдину роль без участі в його наступній постановці: комічну роль. Хоча вона зазнає невдачі, Клеймор все одно вирішує її тренувати. Вона виявляється талановитою і постійно отримує все кращі й кращі ролі. 
Саме тоді, коли Мем стає популярною, Скаддер повертається і пробирається до її спальні. Холбі та Клеймор стали суперниками за прихильність Мем. Коли Скаддер бачить їхні фотографії з теплими автографами, він впадає в ревнощі. Мем, знаючи про минуле свого чоловіка і боїться скандалу, що закінчить кар'єру, пропонує йому гроші, щоб дати їй спокій, але він хоче її. Скаддер йде лише тоді, коли погрожує вбити себе. З’являється Клеймор, але коли Скаддер чує, як режисер пропонує вийти заміж своїй протеже, Скаддер намагається застрелити його. Клеймор вириває пістолет, але відпускає його за наполяганням Мем. 
Коли зірка Робіна Тіл (Мей Буш) серйозно поранена світлом, що падає, Клеймор вирішує, щоб Мем зайняла її місце. Зйомки тривають на відкритій цирковому майданчику з повномасштабним наметом Big Top. У кульмінації, гроза підпалює величезний намет у середині фільмування. (Клеймор наказує своїм операторам продовжувати знімати.) Скаддер, який прокрався до глядачів статистів, користується панікою та розгубленістю, щоб спробувати вбити нічого не підозрюваного Клеймора, загнавши на нього вітряну машину (зі смертельним пропелером). Холбі помічає Скаддера і бореться з ним. Коли Мем натрапляє на шлях машини, Скаддер поспішає її врятувати та втрачає власне життя. Він просить вибачення перед смертю, пояснюючи, що все його життя з ним щось було не так, але він зробив принаймні одне правильно: вони так і не були законно одружені. Після цього Мем вибирає Клеймора замість Холбі. 

## Виробництво
Сценарист і режисер Руперт Хьюз був братом Говарда Хьюза-старшого і був відповідальним за те, щоб познайомити свого племінника Говарда Хьюза-молодшого зі світом голлівудських фільмів.

## Рецензії
Карл Сендбург писав у рецензії тогочасного періоду, що вона «[викладає] красномовне відстоювання точки зору Голлівуду та серця кіно всім, хто вірить у це». У той час Голлівуд так майстерно створював різноманітні розваги». Він також зазначив, що Хьюз «[А]адаптував це зі свого власного роману... і, судячи з його титульних карток, він добре усвідомлював, наскільки абсурдним був його сюжет».

## Повторне відкриття
Вважалося, що «Душі на продаж» були втрачені, поки у 1980-х і 1990-х роках не почали з’являтися копії в різних кіносховищах та приватних колекціях. У 2005 році партнерство між MGM та Turner Classic Movies призвело до реставрації фільму. Маркус Сьовалл, переможець конкурсу молодих кінокомпозиторів TCM, написав нову партитуру для фільму. Прем'єра відновленої версії з новою партитурою відбулася на TCM 24 січня 2006 року.

## У ролях
- Елеонор Бордман — Ремембер Стеддон
- Френк Майо — Том Голбі
- Річард Дікс — Френк Клеймор
- Мей Буш — Робіна Тіл
- Барбара Ла Марр — Лева Лемейр
- Лью Коуді — Оуен Скаддер
- Форрест Робінсон — преподобний Джон Стеддон
- Едіт Йорк — місіс Стеддон
- Шнітц Едвардс — клоун
- Вільям Гейнс — Пінкі
- Дейл Фуллер — камео
- Еріх фон Штрогейм — камео
- Джин Хершолт — камео
- Чарльз Чаплін — камео
- Фред Нібло — камео
- Т. Рой Барнс — камео
- Зазу Піттс — камео
- Кетлін Вільямс — камео
- Джун Метіс — камео
- Елліотт Декстер — камео
- Барбара Бедфорд — камео
- Джон Ст. Поліс — камео
- Честер Конклін — камео
- Вільям Г. Крейн — камео
- Маршалл Нейлан — камео
- Клер Віндсор — камео
- Реймонд Гріффіт — камео
- Гобарт Босворт — камео